# Мунхбаатар Тэрсайхан
Мунхбаатар Тэрсайхан (монг. Мөнхбаатар Тэрсайхан; род. 7 сентября 1991, Улан-Батор) — монгольский футболист, защитник клуба «Хаан Хунс-Эрчим» и национальной сборной Монголии.

## Карьера

### Клубная
Тэрсайхан является игроком ФК «Хаан Хунс-Эрчим». Он выходил на поле в двух матчах Кубка президента 2012. Первый матч — против пакистанского КРЛ. Тогда команды разошлись миром. Второй матч игрока в турнире — матч против Тайвань Пауэр Компани. Его «Эрчим» проиграл со счётом 0:1.

### В сборной
Два раза вызывался в сборную, но не выходил на поле.